# Dasyprocta
Dasyprocta es un género de roedores histricomorfos de la familia Dasyproctidae llamados comúnmente agutíes, ñeques, picures, jochis, sereques,  seretes, añujes, guatuzas, guara(s), guatines o cococoquico.

## Distribución geográfica
Habitan en América Central, algunas islas del Caribe y en la parte norte y central de Sudamérica, desde la cordillera de los Andes hacia el este, y desde Colombia hasta las zonas selváticas del noreste de Argentina.

## Características
Su cuerpo mide entre 41 y 66 cm de longitud y su cola, de 1 a 3 cm, está desprovista de pelo. Alcanzan una altura de 27 a 36 cm. Pesan entre 2 y 5 kg. Cada uno de sus miembros anteriores posee 4 dedos con uñas, que usan para sostener los alimentos y cada pata posterior tiene 3 dedos y mide entre 12 y 14 cm de largo. Los machos son mayores que las hembras. El pelaje de la espalda y el de la nuca es eréctil y se encrespa durante el cortejo y en caso de peligro.

## Hábitat
Los agutíes habitan principalmente el sotobosque de selvas tropicales y los bosques de galería, aunque también pueden adaptarse a sabanas y zonas de cultivo.

## Hábitos
Su alimentación se basa en frutos y semillas, especialmente de palmas, además de tubérculos y brotes de hierba. Tienen la costumbre de enterrar semillas cuando se alimentan, almacenándolas para épocas de escasez. Para refugiarse, excavan madrigueras con múltiples galerías que pueden superar los 60 cm de profundidad, ocultando las entradas con ramas y hojas.
Son diurnos, mostrando mayor actividad en las primeras horas de la mañana y al final de la tarde, mientras que en la noche permanecen en sus madrigueras. Sin embargo, si perciben amenazas humanas, pueden modificar su comportamiento y desarrollar hábitos nocturnos. Su territorio puede extenderse hasta 2 hectáreas, marcando sus límites, rutas y madriguera con el olor que producen sus glándulas perianales y con su orina.
Los agutíes son monógamos. Durante el cortejo, el macho realiza una danza frenética frente a la hembra y la rocía con orina, hasta que finalmente ella lo acepta. La gestación dura aproximadamente 103 días, y en cada parto pueden nacer entre 2 y 4 crías, las cuales son destetadas entre los 4 y 5 meses de edad.

## Clasificación
Junto con el género Myoprocta (los acuchíes o agutíes enanos) forma la familia de los dasipróctidos (algunos investigadores añaden un tercer género al clado: Agouti, pero esta opinión está en retroceso). El género Dasyprocta comprende doce especies.

## Especies

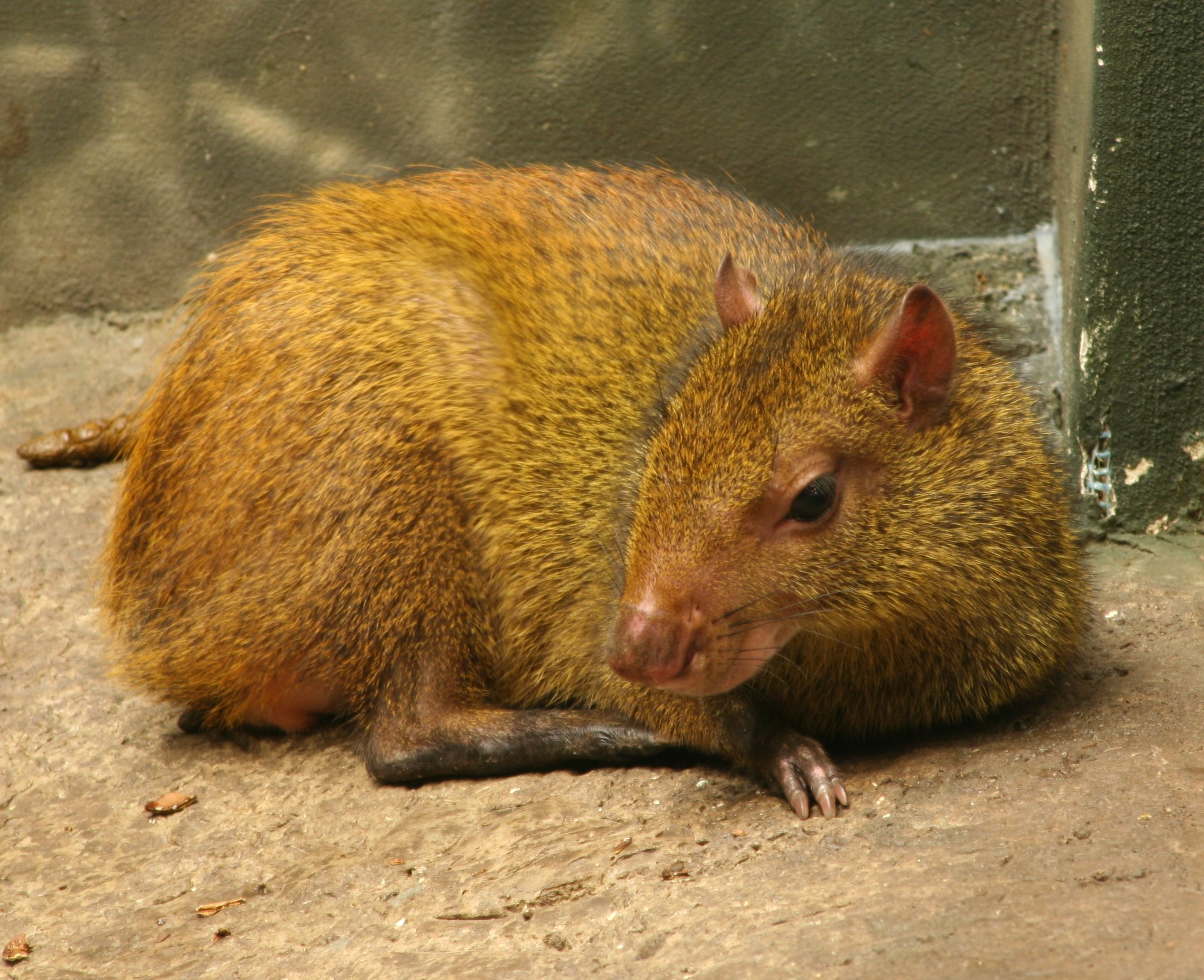
Agutí brasileño (Dasyprocta leporina).

- Dasyprocta azarae Lichtenstein, 1823 (Agutí de Azara): Sur de Brasil, Paraguay, Uruguay, noreste de Argentina.
- Dasyprocta coibae Thomas, 1902 (Ñeque de Coiba): Panamá.
- Dasyprocta cristata Desmarest, 1816 (Agutí de cresta): Surinam.
- Dasyprocta fuliginosa Wagler, 1832 (Agutí negro, picure negruzco): Colombia, occidente y sur de Venezuela, Ecuador, noroccidente de Brasil.
- Dasyprocta guamara Ojasti, 1972 (Guamara, picure del delta del Orinoco): Nororiente de Venezuela.
- Dasyprocta kalinowskii Thomas, 1897 (Agutí de Kalinowski): Perú.
- Dasyprocta leporina Linnaeus, 1758 (Agutí brasileño o de caderas anaranjadas): Brasil, Guyana, sureste de Venezuela.
- Dasyprocta mexicana Saussure, 1860 (Serete mexicano, guaqueque, cuautuza): México.
- Dasyprocta prymnolopha Wagler, 1831 (Agutí de caderas negras): Noreste de Brasil.
- Dasyprocta punctata Gray, 1842 (Agutí centroamericano, guatín amarillo, jochi colorado): Centroamérica, Colombia, Ecuador, Perú, Bolivia, occidente de Venezuela.
- Dasyprocta ruatanica Thomas, 1901 (Agutí de la isla de Roatán): Honduras.
- Dasyprocta variegata Tschudi, 1845 (Agutí rojizo) Perú, Bolivia, suroeste de Brasil,l noroeste de Argentina.[1]

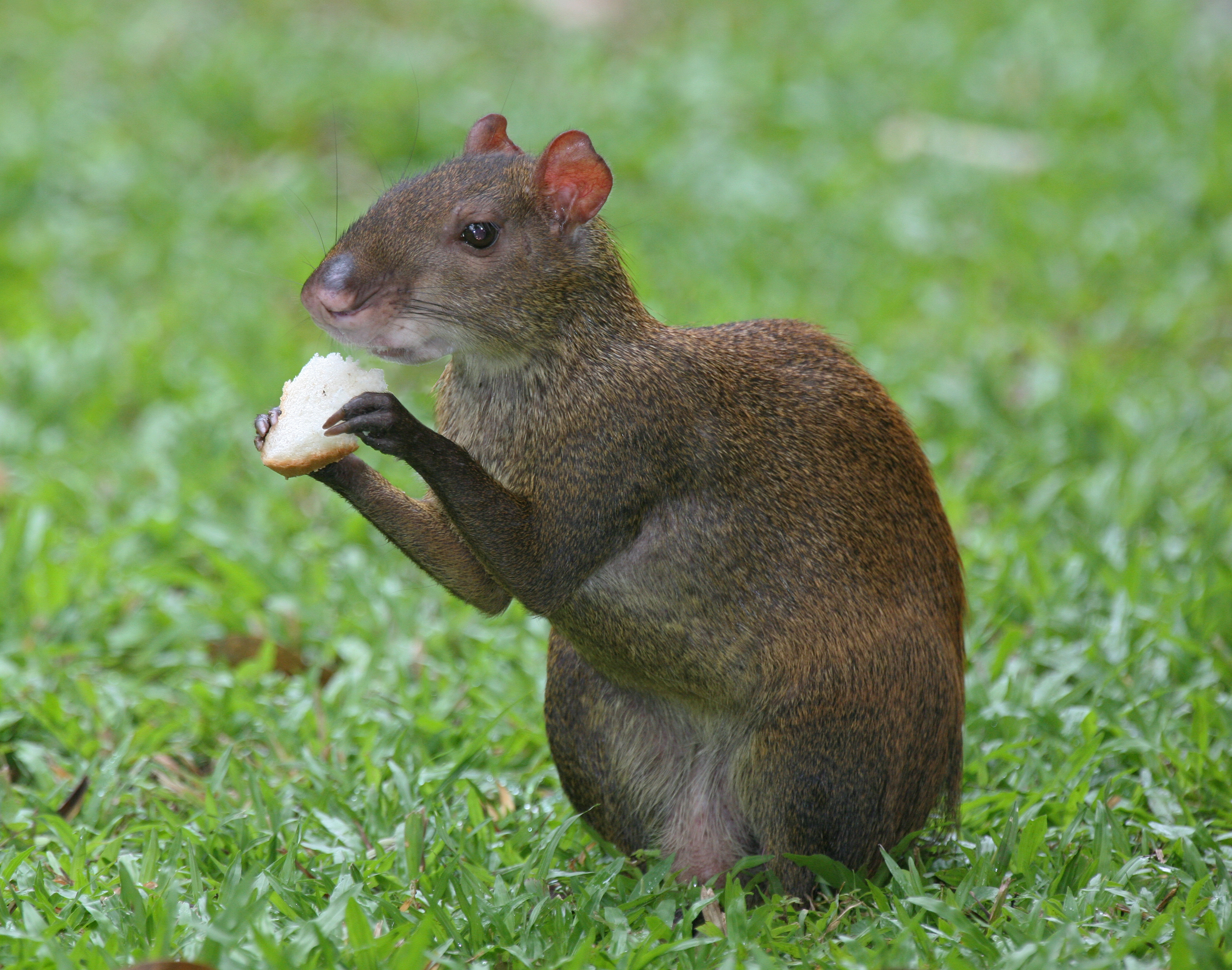
Un agutí centroamericano (Dasyprocta punctata) en Panamá.
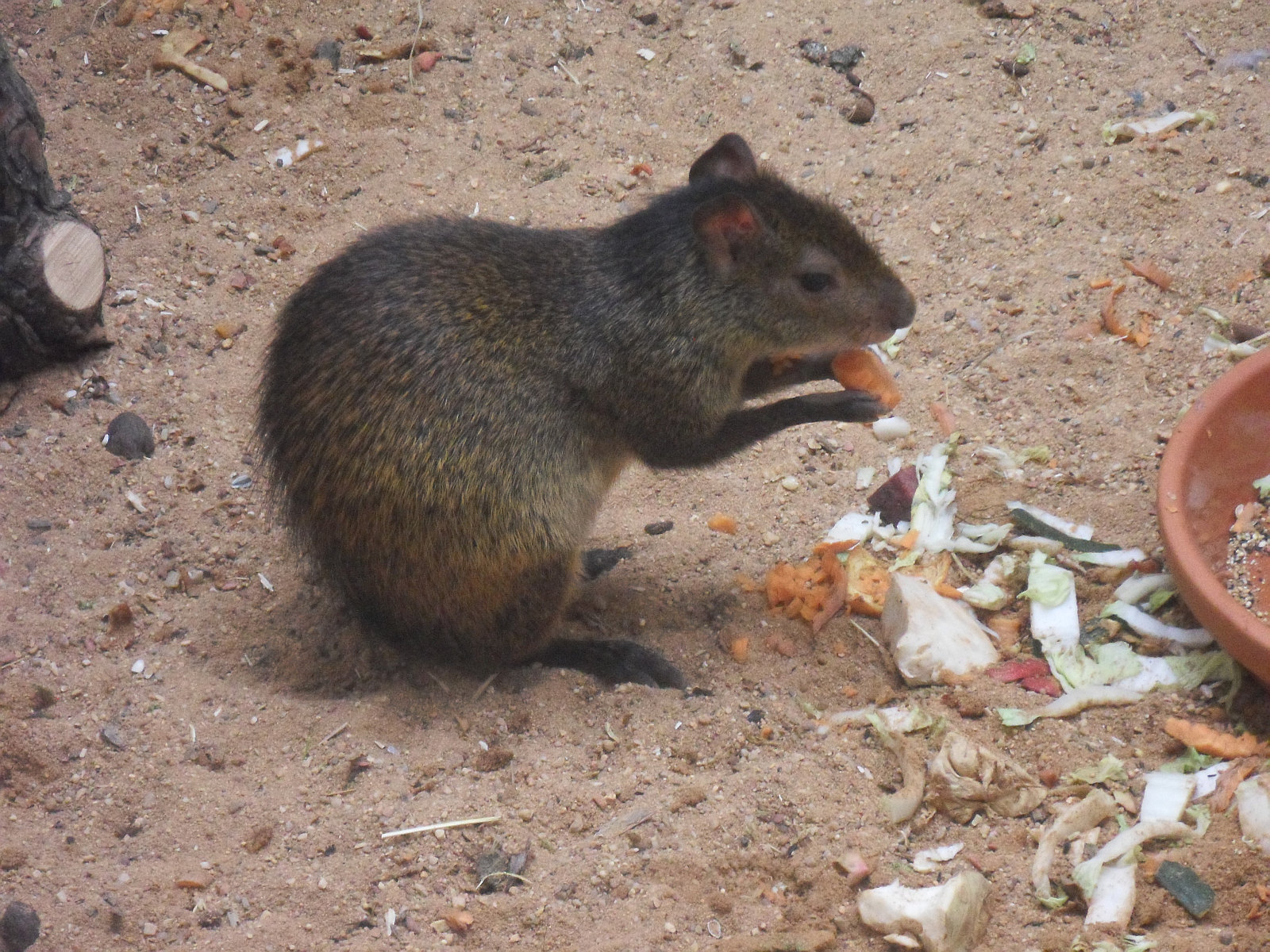
Un agutí de caderas negras (Dasyprocta prymnolopha).
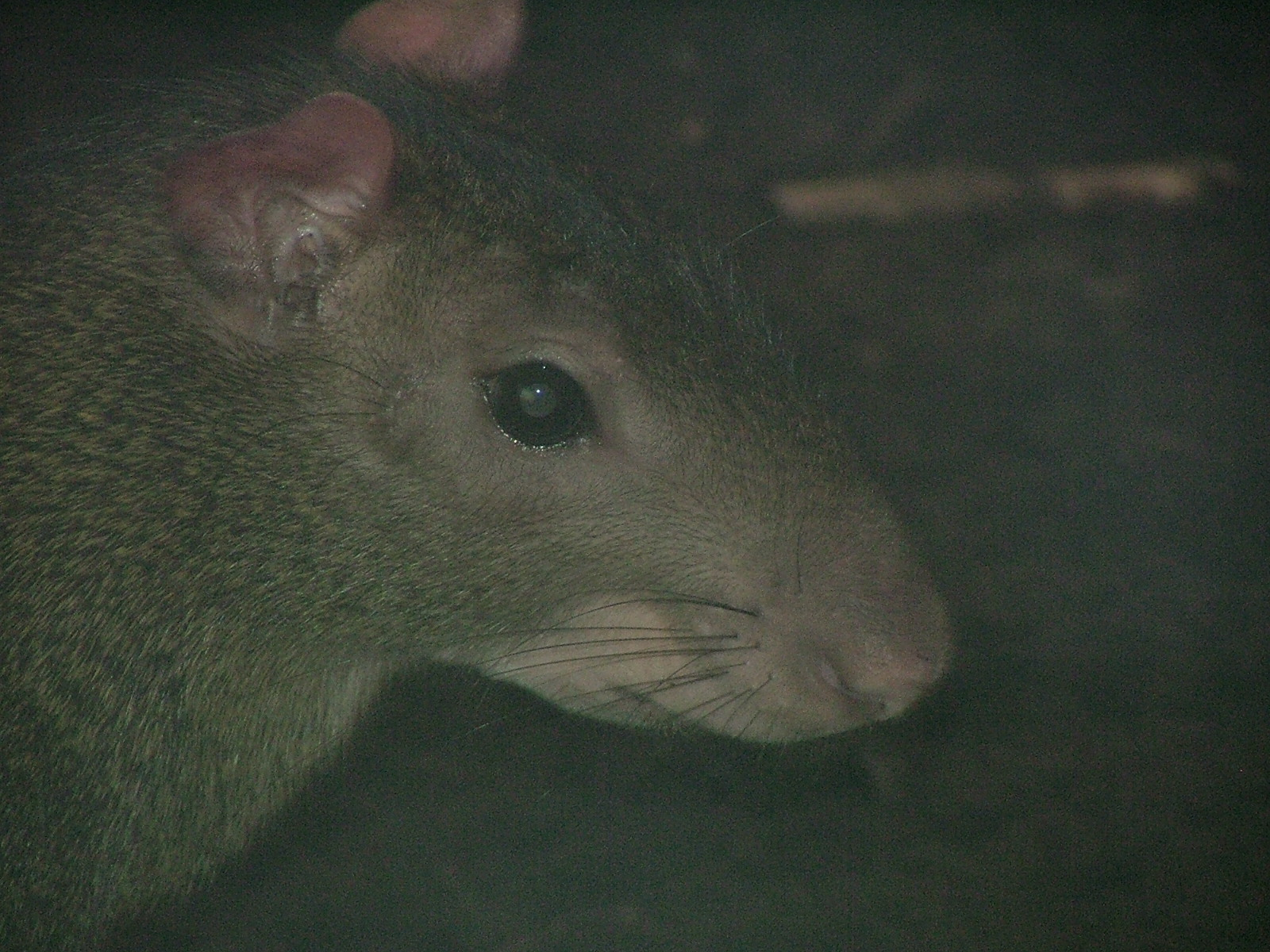
Agutí brasileño (Dasyprocta leporina)